# Луї Огюстен Гійом Боск
Луї Огюстен Гійом Боск, або Луї-Огюстен Боск д'Антик (29 січня 1759 — 10 липня 1828) був французьким ботаніком, зоологом безхребетних і ентомологом. Боск був автором Histoire naturelle des coquilles (Природна історія устриць) (1801-1802). Він відвідав США з 1798 по 1800 рік. Його колекція комах поділяється між Музеєм природознавства в Женеві, Національним музеєм природної історії в Парижі та Музеєм природної історії в Лондоні (колекція Луї Олександра Огюста Шевроле).

## Інтернет-ресурси
- Bosc, Louis Augustin Guillaume at Encyclopedia.com[5]